# (3313) Mendel
(3313) Mendel est un astéroïde de la ceinture principale.

## Description
(3313) Mendel est un astéroïde de la ceinture principale. Il fut découvert par Antonín Mrkos le 19 février 1980 à l'observatoire Klet'. Il présente une orbite caractérisée par un demi-grand axe de 2,6553 UA, une excentricité de 0,1302 et une inclinaison de 11,4011° par rapport à l'écliptique.
Il fut nommé en hommage au botaniste germanophone tchèque Gregor Mendel, père fondateur de la génétique.

## Compléments